# Petr Ton
Pour les articles homonymes, voir Ton.
Petr Ton (né le 8 octobre 1973 à Slaný en Tchécoslovaquie aujourd'hui ville de République tchèque) est un joueur professionnel de hockey sur glace.

## Carrière

### Carrière en club

#### Ses débuts dans son pays
Il commence sa carrière en tant que joueur junior de l'équipe de sa ville natale, le Poldi SONP Kladno en 1991 puis la saison suivante, il joue avec l'équipe sénior dans le championnat de Tchécoslovaquie pour la dernière saison de la ligue. La saison suivante, l'Extraliga est créée et Kladno finit à la première place de la saison régulière. Ton et ses coéquipiers perdent en demi-finale mais vont remporter la troisième place de la saison.

#### Carrière en Finlande
Il va quitter sa ville natale avant la fin de la saison 1997-1998 et rejoint alors la SM-liiga, première division de Finlande. Il signe alors pour un des clubs de la capitale, le Jokerit Helsinki qui finit la saison régulière à la quatrième place. L'équipe va perdre en demi-finale des séries puis remporter tout de même la troisième place assurant la dernière place finlandaise pour la Ligue européenne de hockey. Ton ne va pas en profiter puisqu'il change de club et signe avec les Blues Espoo pour une saison puis rejoint JYP Jyväskylä pour la saison 1999-2000. En 1999-2000, il est le huitième meilleur pointeur de la saison alors que le JYP finit dixième au classement général. La saison suivante il finit 9e meilleur pointeur et remporte l'honneur de porter un Veikkaus Golden Helmet. Il joue sa dernière saison en Finlande en 2003-2004 avec Kärpät Oulu puis il retourne jouer dans son pays.

#### Retour au pays
Il signe pour la saison 2003-2004 avec un des clubs de la capitale tchèque, le HC Sparta Praha et remporte le titre de champion de République tchèque en 2006 et 2007. En 2007-2008, avec 43 points en 50 matchs, il est le meilleur pointeur de la saison régulière.

### Carrière internationale
Petr Ton a eu une unique sélection dans l'équipe de Tchécoslovaquie lors de l'édition 1993 du championnat du monde junior. Auteur d'un but et de cinq passes décisives, il va aider son équipe à remporter la médaille de bronze.

## Statistiques

### Statistiques en club
| Saison    | Équipe            | Ligue       |    | Saison régulière | Saison régulière | Saison régulière | Saison régulière | Saison régulière |    | Séries éliminatoires | Séries éliminatoires | Séries éliminatoires | Séries éliminatoires | Séries éliminatoires |
| Saison    | Équipe            | Ligue       | PJ | B                | A                | Pts              | Pun              | PJ               | B  | A                    | Pts                  | Pun                  |                      |                      |
| 1991-1992 | Poldi SONP Kladno | 1. liga Jr. | 38 | 16               | 24               | 40               |                  |                  |    |                      |                      |                      |                      |                      |
| 1992-1993 | Poldi SONP Kladno | 1. liga     | 32 | 8                | 4                | 12               |                  |                  |    |                      |                      |                      |                      |                      |
| 1993-1994 | Poldi SONP Kladno | Extraliga   | 20 | 2                | 3                | 5                | 10               | 10               | 2  | 5                    | 7                    | 0                    |                      |                      |
| 1994-1995 | Poldi SONP Kladno | Extraliga   | 54 | 16               | 16               | 32               | 35               |                  |    |                      |                      |                      |                      |                      |
| 1995-1996 | HC Poldi Kladno   | Extraliga   | 38 | 11               | 16               | 27               | 10               | 8                | 1  | 2                    | 3                    | 0                    |                      |                      |
| 1996-1997 | HC Poldi Kladno   | Extraliga   | 52 | 18               | 15               | 33               | 35               | 3                | 0  | 0                    | 0                    |                      |                      |                      |
| 1997-1998 | HC Velvana Kladno | Extraliga   | 26 | 12               | 8                | 20               | 6                |                  |    |                      |                      |                      |                      |                      |
| 1997-1998 | Jokerit Helsinki  | SM-Liiga    | 14 | 3                | 3                | 6                | 2                | 8                | 2  | 1                    | 3                    | 2                    |                      |                      |
| 1998-1999 | Espoo Blues       | SM-Liiga    | 49 | 13               | 14               | 27               | 14               | 4                | 0  | 0                    | 0                    | 0                    |                      |                      |
| 1999-2000 | JYP Jyväskylä     | SM-Liiga    | 54 | 24               | 30               | 54               | 12               |                  |    |                      |                      |                      |                      |                      |
| 2000-2001 | JYP Jyväskylä     | SM-Liiga    | 56 | 21               | 31               | 52               | 22               |                  |    |                      |                      |                      |                      |                      |
| 2001-2002 | JYP Jyväskylä     | SM-Liiga    | 52 | 21               | 23               | 44               | 41               |                  |    |                      |                      |                      |                      |                      |
| 2002-2003 | Kärpät Oulu       | SM-Liiga    | 48 | 24               | 14               | 38               | 10               | 15               | 3  | 7                    | 10                   | 4                    |                      |                      |
| 2003-2004 | HC Sparta Praha   | Extraliga   | 27 | 8                | 10               | 18               | 6                | 13               | 4  | 5                    | 9                    | 6                    |                      |                      |
| 2004-2005 | HC Sparta Praha   | Extraliga   | 49 | 17               | 20               | 37               | 18               | 5                | 1  | 1                    | 2                    | 4                    |                      |                      |
| 2005-2006 | HC Sparta Praha   | Extraliga   | 48 | 22               | 32               | 54               | 66               | 17               | 5  | 4                    | 9                    | 8                    |                      |                      |
| 2006-2007 | HC Sparta Praha   | CE          | 2  | 1                | 1                | 2                | 4                |                  |    |                      |                      |                      |                      |                      |
| 2006-2007 | HC Sparta Praha   | Extraliga   | 51 | 25               | 24               | 49               | 45               | 16               | 11 | 5                    | 16                   | 2                    |                      |                      |
| 2007-2008 | HC Sparta Praha   | CE          | 3  | 2                | 2                | 4                | 0                |                  |    |                      |                      |                      |                      |                      |
| 2007-2008 | HC Sparta Praha   | Extraliga   | 50 | 27               | 16               | 43               | 8                | 4                | 1  | 0                    | 1                    | 0                    |                      |                      |
| 2008-2009 | HC Sparta Praha   | Extraliga   | 45 | 19               | 16               | 35               | 10               | 11               | 4  | 9                    | 13                   | 2                    |                      |                      |
| 2009-2010 | HC Sparta Praha   | Extraliga   | 48 | 34               | 21               | 55               | 39               | 7                | 2  | 1                    | 3                    | 2                    |                      |                      |
| 2010-2011 | HC Sparta Praha   | Extraliga   | 50 | 13               | 22               | 35               | 16               |                  |    |                      |                      |                      |                      |                      |
| 2011-2012 | HC Sparta Praha   | Extraliga   | 52 | 25               | 33               | 58               | 22               | 5                | 2  | 3                    | 5                    | 0                    |                      |                      |
| 2012-2013 | HC Sparta Praha   | Extraliga   | 48 | 25               | 24               | 49               | 10               | 7                | 3  | 4                    | 7                    | 2                    |                      |                      |
| 2013-2014 | HC Sparta Praha   | Extraliga   | 50 | 35               | 32               | 67               | 22               | 12               | 5  | 7                    | 12                   | 6                    |                      |                      |
| 2014-2015 | HC Kometa Brno    | Extraliga   | 51 | 22               | 20               | 42               | 16               | 12               | 1  | 2                    | 3                    | 4                    |                      |                      |
| 2015-2016 | HC Kometa Brno    | Extraliga   | 19 | 6                | 5                | 11               | 2                | -                | -  | -                    | -                    | -                    |                      |                      |
| 2016-2017 | HC Kladno         | 1.liga      | 49 | 16               | 22               | 38               | 14               | 6                | 2  | 1                    | 3                    | 2                    |                      |                      |

### Statistiques en équipe nationale
| Année | Équipe          | Évènement                   |   | PJ | B | A | Pts | Pun                |  | Résultat |
| 1993  | Tchécoslovaquie | Championnat du monde junior | 7 | 1  | 5 | 6 | 4   | Médaille de bronze |  |          |